# 满庭芳·夏日溧水无想山作
《满庭芳·夏日溧水无想山作》是中國北宋末期著名的詞人、音乐家周邦彥（1056-1121）的一首词作。

## 诗词原文
|  | 风老莺雏，雨肥梅子，午阴嘉树清圆。 地卑山近，衣润费炉烟。 人静乌鸢自乐，小桥外、新绿溅溅。 凭阑久，黄芦苦竹，拟泛九江船。 年年。如社燕，飘流瀚海，来寄修椽。 且莫思身外，长近尊前。 憔悴江南倦客，不堪听、急管繁弦。 歌筵畔，先安簟枕，容我醉时眠。 |

## 背景
元祐八年（1093年），周邦彦任溧水知县，绍圣三年（1096）离任。这首词即写于此时。

## 评价
周邦彥善于运用典故，化用唐人诗句，这首词即用了杜甫、白居易、刘禹锡、杜牧诸人的诗。开头“风老莺雏，雨肥梅子”，化用杜牧“风蒲燕雏老”（《赴京初入汴口》）及杜甫“红绽雨肥梅（《陪郑广文游何将军山林》）。“午阴嘉树清圆”，化用刘禹锡“日午树阴正”（《昼居池上亭独吟》）。“地卑山近，衣润费炉烟。”、“凭栏久，黄芦苦竹，疑泛九江船。”，化用自白居易“住近湓江地低湿，黄芦苦竹绕宅生”（《琵琶行》）。
这首词起笔绝秀，立意极高，抑扬顿挫，且用字极其精练生动，如“老”、“肥”，“费炉烟”则极写衣之湿。